# Commandant Lucas (contre-torpilleur)
Pour les articles homonymes, voir Lucas.
Le Commandant Lucas était l’un des six contre-torpilleurs de la classe Bisson construits pour la marine française dans les années 1910.

## Conception
La classe Bisson était une version agrandie de la classe Bouclier précédente, construite selon une conception plus standardisée. Les navires avaient une longueur entre perpendiculaires de 78,1 mètres, une largeur de 8,6 mètres et un tirant d'eau de 3,1 mètres. Conçus pour déplacer 850 à 880 tonnes, ils avaient un déplacement de 756 à 791 tonnes à charge normale. Leur équipage comptait de 80 à 83 hommes.
Le Commandant Lucas était propulsé par une paire de turbines à vapeur Breguet, chacune entraînant un arbre d'hélice utilisant de la vapeur fournie par quatre chaudières à tubes d'eau Indret. Les moteurs ont été conçus pour produire 15000 chevaux (11000 kW), ce qui était destiné à donner aux navires une vitesse de 30 nœuds (56 km/h). Lors de ses essais en mer, le Commandant Lucas a atteint une vitesse de 30,02 nœuds (55,60 km/h). Les navires transportaient suffisamment de mazout pour leur donner une autonomie de 1450 milles marins (2690 km) à une vitesse de croisière de 14 nœuds (26 km/h).
L’armement principal des navires de la classe Bisson se composait de deux canons de 100 millimètres modèle 1893 dans des affûts simples, un à l’avant et un à l’arrière des superstructures, et de quatre canons de 65 millimètres modèle 1902 répartis au milieu du navire. Ils étaient également équipés de deux affûts jumelés pour tubes lance-torpilles de 450 millimètres au milieu du navire.

## Carrière
Le Commandant Lucas a été commandé à l’Arsenal de Toulon, et sa construction a commencé en février 1912. Il a été classé comme « torpilleur d’escadre » le 14 mars 1913. Il a été lancé le 11 juillet 1914. Le navire a été achevé plus tard cette année-là et mis en service en 1914. Il effectua toute sa carrière en Méditerranée. Durant la Première Guerre mondiale, il est affecté le 15 avril 1916 à la 6e escadrille de la 1e flottille de l’Armée navale, détachée à Brindisi. Au 1er juillet 1918, il est transféré à la 1ère escadrille de contre-torpilleurs de l’Armée navale à Moúdros. Désarmé le 15 février 1933, il est condamné en juin 1933 et vendu en 1934 pour démolition à Toulon

## Commandants
- 1915 à octobre 1916 : Lieutenant de vaisseau Martin Daguerre[5]